# Vladimir Boukovski
 (mars 2012).
Pour les articles homonymes, voir Boukovski.
Vladimir Konstantinovitch Boukovski ou Boukovsky (en russe : Владимир Константинович Буковский), né le 30 décembre 1942 à Belebeï et mort le 27 octobre 2019 à Cambridge (Royaume-Uni), est un écrivain, défenseur des droits de l'homme et ancien dissident soviétique naturalisé britannique qui a passé douze ans de sa vie emprisonné (camp Perm-36, prison, hôpital psychiatrique).
Il est le premier à dénoncer l'utilisation de l'emprisonnement psychiatrique contre les prisonniers politiques en URSS. En 1976, il est échangé contre le dirigeant communiste chilien Luis Corvalán.
En 2015, il a été poursuivi au Royaume-Uni pour possession de matériel pédopornographique, mais il est tombé malade et est décédé avant la fin du procès.

## Biographie

### Jeunesse
Vladimir Boukovski est né en 1942 à Belebeï, ville de la République socialiste soviétique autonome bachkire (actuellement Bachkortostan), où sa famille est évacuée (alors qu'elle vivait à Moscou) durant la Seconde Guerre mondiale. En 1959, il est expulsé de l'école de Moscou pour avoir créé et édité un magazine non autorisé.

### Militantisme et arrestations
De juin 1963 à février 1964, Boukovski est envoyé dans un hôpital psychiatrique pour avoir organisé des rencontres de poésie dans le centre de Moscou (près de la statue de Vladimir Maïakovski), en application de l'article 70-1 du Code pénal soviétique. En janvier 1967, il est de nouveau arrêté et emprisonné pour avoir organisé une manifestation pour la défense d'Alexandre Ginsburg, Iouri Galanskov et d'autres dissidents (article 190-1, 3 ans d'emprisonnement), malgré la défense assurée par Dina Kaminskaïa[réf. souhaitée]. Il est relâché en 1970.
En 1971, il réussit à faire parvenir à l'Ouest 150 pages qu'il a écrites sur l'utilisation et l'instrumentalisation de la psychiatrie à des fins politiques de répression dans les hôpitaux psychiatriques de l'URSS. Ces informations soulèvent l'indignation des défenseurs des droits de l'homme dans le monde et à l'intérieur du pays, ce qui est alors un prétexte pour une nouvelle arrestation en janvier 1972. Officiellement, le motif est « contacts avec des journalistes étrangers », « possession et distribution de samizdats » (article 70-1, 7 ans d'emprisonnement plus 5 ans d'exil).
Avec son compagnon de cellule de la prison de Vladimir, le psychiatre Semion Glouzman (en), il coécrit un Manuel de psychiatrie pour les dissidents, afin d'aider les autres dissidents à lutter contre les mauvais traitements infligés par les autorités soviétiques dans les hôpitaux psychiatriques.

### Déportation
Le destin de Boukovski et des autres prisonniers politiques en Union soviétique, fréquemment porté à l'attention des associations de défense des droits de l'Homme et des diplomates occidentaux, est une cause d'embarras et d'irritation pour les autorités soviétiques. En décembre 1976, alors qu'il est emprisonné, Boukovski est échangé contre l'ancien chef communiste chilien, Luis Corvalán.

### Au Royaume-Uni
À partir de 1976, Boukovski vit à Cambridge, en Angleterre, où il se concentre sur l'écriture et la neurophysiologie. Il a obtenu un master en biologie et a écrit plusieurs livres et essais politiques. En plus de critiquer le régime communiste soviétique, il s'est attaqué à ce qu'il a appelé la « crédulité occidentale », un manque de position ferme du libéralisme contre les abus communistes. A la fin des années 1970, avant même l'intervention soviétique en Afghanistan, il appelle dans une tribune du Monde au boycottage des Jeux Olympiques de Moscou. En France peu après le 10 mai 1981, il a une altercation télévisée à l'Emission Apostrophes avec Simone Signoret, lorsqu'il sous-entend que la victoire de la gauche aux élections législatives du mois de juin 1981 pourrait déboucher sur l'instauration d'une dictature. En 1983, avec Vladimir Maximov et Édouard Kouznetsov, il fonde l'organisation internationale antitotalitaire Resistance International l'Internationale de la Résistance, dont il devient le président[réf. souhaitée].

### Jugement à Moscou
En avril 1991, Vladimir Boukovski fait un voyage à Moscou, pour la première fois depuis sa déportation. Lors de l'élection présidentielle de 1991, Boris Eltsine considère Boukovski comme un potentiel vice-président (parmi notamment Galina Starovoïtova et Gennady Bourboulis)[réf. nécessaire]. Finalement, la vice-présidence est offerte à Alexandre Routskoï. En 1992, après la dislocation de l'Union soviétique, le gouvernement de Boris Eltsine invite Boukovski à servir d'expert à la Cour constitutionnelle de la fédération de Russie lors d'un procès devant déterminer si le Parti communiste de l'Union soviétique était une organisation criminelle. Pour préparer son témoignage, Boukovski eut accès à un très grand nombre de documents issus des archives soviétiques. Il numérisa certains documents classés confidentiels et les rassembla dans un livre publié deux ans plus tard sous le titre de Jugement à Moscou.

### Après 1992
En 1992 des députés du Conseil de la ville de Moscou proposent à Boukovski de se présenter aux élections municipales, à la suite de la démission de l'ancien maire Gavriil Popov. Mais Boukovski refuse cette offre. Début 1996, c'est un groupe d'académiciens, de journalistes et d'intellectuels qui lui suggère de se présenter à l'élection présidentielle, en tant qu'alternative au président sortant, Boris Eltsine, et à son adversaire communiste, Guennadi Ziouganov. Cette proposition n'a pas eu de suite.
En janvier 2004, il s'associe avec Garry Kasparov, Boris Nemtsov, Vladimir Kara-Mourza et d'autres personnalités politiques d'opposition pour fonder le Comité 2008, une organisation démocrate russe dont le but est de garantir une élection présidentielle « libre et juste » en 2008.
En 2005, à la suite des diverses révélations concernant Guantanamo, Abou Ghraib et les prisons secrètes de la CIA, Boukovsky critique la rationalisation de la torture.
La même année, il évoque un point commun entre l'Union européenne et l'URSS : le totalitarisme. Il développe sa thèse dans un essai au titre évocateur: L'Union européenne, une nouvelle URSS ? L'ouvrage a été écrit en collaboration avec Pavel Stroïlov et traduit de l'anglais et du russe par Pierre Lorrain.

### Candidature à l'élection présidentielle russe de mars 2008
Le 28 mai 2007, de nombreuses personnalités, réunies dans un « Groupe d'initiatives », ont proposé à Boukovski de se présenter à l'élection présidentielle de 2008, offre qu'il a acceptée. Sa candidature reste toutefois incertaine du fait de sa longue absence de Russie et de sa double nationalité russo-britannique (disposition rajoutée à la loi fédérale en 2006, dont la validité est actuellement discutée à la Cour constitutionnelle).
Boukovski a déposé début juillet 2007 les documents nécessaires au renouvellement de son passeport russe, lui permettant ainsi de revenir en Russie. Au mois de décembre, Boukovski avait collecté les documents nécessaires à l'enregistrement de sa candidature mais celle-ci a été annulée par la Cour constitutionnelle de la fédération de Russie parce qu'il n'avait pas résidé en Russie lors des dix années précédentes et qu'il avait une double nationalité.

### Procès pédopornographique
Le 28 octobre 2014, Boukovski a été arrêté à son domicile de Cambridge, soupçonné de téléchargement et de possession de matériel pédopornographique, après qu'une opération menée par le Child Exploitation and Online Protection Centre a permis de relier son adresse IP à un site pédopornographique,. Certains de matériels pédopornographiques étaient en train d'être téléchargés au moment de son arrestation. Immédiatement après son arrestation, il a avoué qu'il avait téléchargé du matériel pédopornographique et que celui-ci se trouvait sur l'ordinateur de son bureau,. Après ses aveux, il a été emmené au commissariat de police de Parkside à Cambridge pour y être interrogé. Là, Boukovski a déclaré aux inspecteurs qu'il avait téléchargé des images et des films d'abus d'enfants pendant 15 ans, et que la collection de pornographie infantile était devenue pour lui une sorte de passe-temps. Il a décrit sa dépendance à la pornographie infantile comme une « recherche ». Il a également noté que, selon lui, les enfants dans les documents pornographiques avaient l'air de s'amuser.
L'examen forensique des disques durs de Boukovski a révélé des milliers d'images et de films d'abus pédosexuels de catégorie A (une activité sexuelle avec pénétration avec un enfant et/ou une activité sexuelle d'un enfant avec un animal ou du sadisme à l'égard d'un enfant), mettant en scène principalement des garçons et des enfants en bas âge. Aucune preuve de l'installation à distance de ces matériels sur ses disques durs n'a été trouvée.
Le 27 avril 2015, le UK Crown Prosecution Service a autorisé la poursuite de Boukovski pour cinq chefs d'accusation de production d'images indécentes d'enfants, cinq chefs d'accusation de possession d'images indécentes d'enfants et un chef d'accusation de possession d'une image interdite, son procès devant débuter le 5 mai 2015 au tribunal de Cambridge. Le même jour, Boukovski a publié une déclaration publique dans laquelle il a catégoriquement nié « avoir fait des photographies, pseudo-photographies ou vidéos indécentes ou interdites d'enfants ». Il a quitté la Grande-Bretagne plusieurs jours plus tard et ne s'est pas présenté au tribunal, mais a envoyé une lettre d'Allemagne indiquant qu'il y était traité pour une maladie mettant sa vie en danger. L'affaire a été ajournée jusqu'au 22 mai 2015.
Après quatre mois, Boukovski est retourné en Angleterre et a poursuivi le CPS pour diffamation, réclamant 100 000 £ de dommages-intérêts. Le 20 avril 2016, il a entamé une grève de la faim pour demander que son action en diffamation contre le CPS soit entendue avant le début de l'affaire criminelle contre lui. Il a déclaré faire cela « pour le public britannique » et a qualifié le système judiciaire du Royaume-Uni de kafkaïen. En juillet 2016, la Haute Cour a rejeté sa plainte pour diffamation. Son appel a ensuite été rejeté par la Cour d'appel.
Le 12 décembre 2016, son procès pour pornographie enfantine s'est ouvert à la Cambridge Crown Court. Pendant le procès, Boukovski a dormi devant le jury. Deux jours plus tard, le procès a été interrompu et le jury a été déchargé par le juge Gareth Hawkesworth après que Boukovski a été transporté à l'hôpital Addenbrooke pour une « pneumonie ». L'affaire a été ajournée jusqu'au 19 janvier 2017.
Le 30 juin 2017, un nouveau procès avec un nouveau jury a été ordonné par le juge Hawkesworth pour le 24 juillet 2017, malgré la « mauvaise santé » de Boukovski, qui a été admis à l'hôpital peu avant le début prévu du procès.
Le 12 février 2018, alors que le procès devait enfin commencer, le juge Hawkesworth a estimé que Boukovski était « trop malade » pour témoigner et qu'il « ne serait pas juste de juger cet homme dans ces circonstances ». Le procès a été définitivement interrompu, mais les poursuites contre Boukovski n'ont pas été abandonnées.
Pendant les années de son procès, Boukovski, malgré son « mauvais état de santé », a donné de nombreuses interviews dans lesquelles il a nié toutes les accusations et affirmé faussement que de la pornographie enfantine avait été placée sur ses disques par les services de sécurité russes,,. Dans ces interviews, il n'a jamais mentionné ses aveux après l'arrestation.

### Mort
Vladimir Boukovski meurt le 27 octobre 2019 dans un hôpital de Cambridge au Royaume-Uni à la suite d'un arrêt cardiaque.

## Influence
Son ouvrage ...et le vent reprend ses tours a influencé Marie Holzman pour appréhender la dissidence. Elle compare ses photos à celles de Wei Jingsheng

## Publications
- Une nouvelle maladie mentale en URSS : l'opposition, Seuil, 1971, 240 p. (ISBN 978-2-02-002527-0)
- Vladimir Boukovski et Semion Glouzmann, « Guide de psychiatrie pour les dissidents soviétiques: dédié à Lonia Pliouchtch, victime de la terreur psychiatrique », Esprit, vol. 449, no 9,‎ septembre 1975, p. 307–332 (JSTOR 24263203)
- ...et le vent reprend ses tours : Ma vie de dissident, Éditions du Rocher, 1978, 406 p. (ISBN 978-2-221-00128-8)
- Cette lancinante douleur de la liberté : lettres d'un résistant russe aux Occidentaux, Robert Laffont, 1981, 245 p. (ISBN 978-2-7242-1135-1)
- Les pacifistes contre la paix : Nouvelle lettre aux Occidentaux, Robert Laffont, 1982
- URSS: de l'utopie au désastre (trad. Louis Martinez), Robert Laffont, coll. « Pluriel », 1990, 279 p. (ISBN 2-01-017431-3)
- Jugement à Moscou : un dissident dans les archives du Kremlin, Robert Laffont, 1995, 616 p. (ISBN 978-2-221-07460-2)
- L'Union européenne, une nouvelle URSS ?, Éditions du Rocher, 2005, 179 p. (ISBN 978-2-268-05546-6)